# Plymouth Gran Fury (1980–1981)
Der Plymouth Gran Fury der Modelljahre 1980 bis 1981 ist ein Full-Size-Automobil des Chrysler-Konzerns, das unter der Marke Plymouth auf nordamerikanischen Märkten vertrieben wurde. Diese Baureihe ist die zweite von insgesamt drei Generationen der Gran-Fury-Reihe. Sie basiert auf Chryslers R-Plattform (R-Body) und ist Schwestermodell des Chrysler Newport, Chrysler New Yorker und St. Regis. Innerhalb dieser Familie war der Gran Fury in den Jahren 1980 und 1981 das Einsteiger- und Flottenmodell des Chrysler-Konzerns im Full-Size-Segment.

## Entstehungsgeschichte

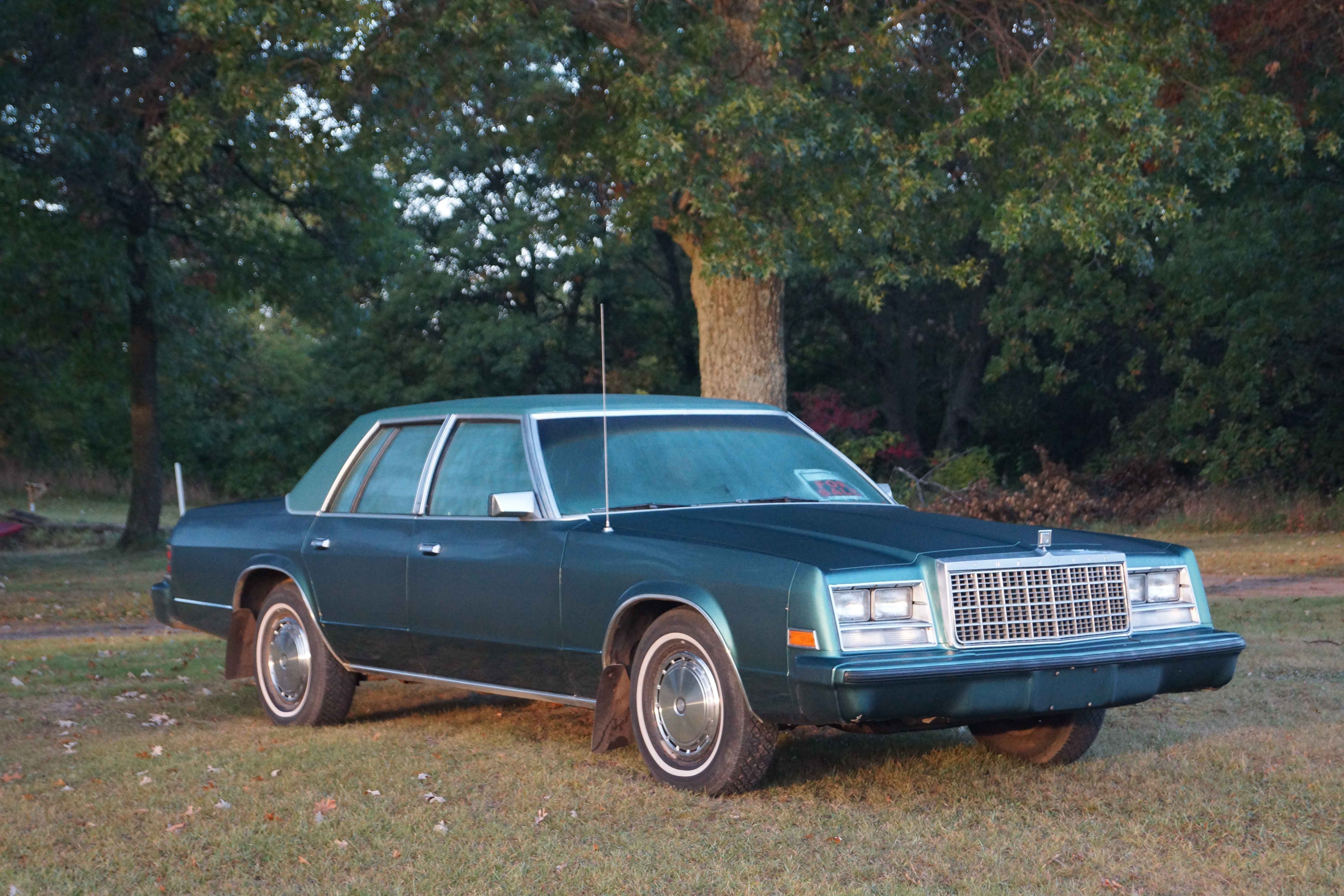
Baugleich und äußerlich fast identisch: Chrysler Newport

Im Full-Size-Segment war Chryslers Basismarke Plymouth seit 1975 mit der  ersten Generation des Gran Fury auf dem Markt vertreten, die auf der großen, 1965 eingeführten C-Plattform basierte. Die Fertigung des schweren, unökonomischen Gran Fury endete mit Ablauf des Modelljahrs 1977, die seiner Schwestermodelle Chrysler Newport und New Yorker ein Jahr später.
Als Chrysler zum Modelljahr 1979 eine neue Full-Size-Generation auf der Basis der R-Plattform einführte, kamen zwar die Chrysler-Varianten Newport und New Yorker sowie der St. Regis als Dodge-Ausführung auf den Markt; ein Plymouth-Ableger war dagegen anfänglich nicht vorgesehen. 1979 war daher Chryslers Newport das Einsteigermodell im Full-Size-Segment. Vor allem auf anhaltenden Wunsch von Flottenbetreibern wie Behörden und Autovermietern reichte der Konzern 1980 bei der Marke Plymouth eine „Billigversion“ der R-Body-Familie nach, die noch unterhalb des Chrysler Newport angesiedelt war. Für das Modell wurde die Bezeichnung Gran Fury wiederbelebt. Im Grunde war der neue Gran Fury ein besonders schwach ausgestatteter Chrysler Newport; auch äußerlich gab es kaum Unterschiede zwischen beiden Typen.
Der Gran Fury war nur zwei Jahre lang im Programm. Seine Produktion fiel mit einer schweren wirtschaftlichen Krise des Chrysler-Konzerns zusammen. 1979 und 1980 stand Chrysler mehrfach am Rand der Zahlungsunfähigkeit und überlebte nur durch Kredite, die von Staatsbürgschaften abgesichert waren. Die anhaltenden Insolvenzgerüchte dieser Jahre beeinflussten die Nachfrage nach den großen Chrysler-Modellen wie dem Gran Fury nachteilig.

## Modellbeschreibung

### Karosserie

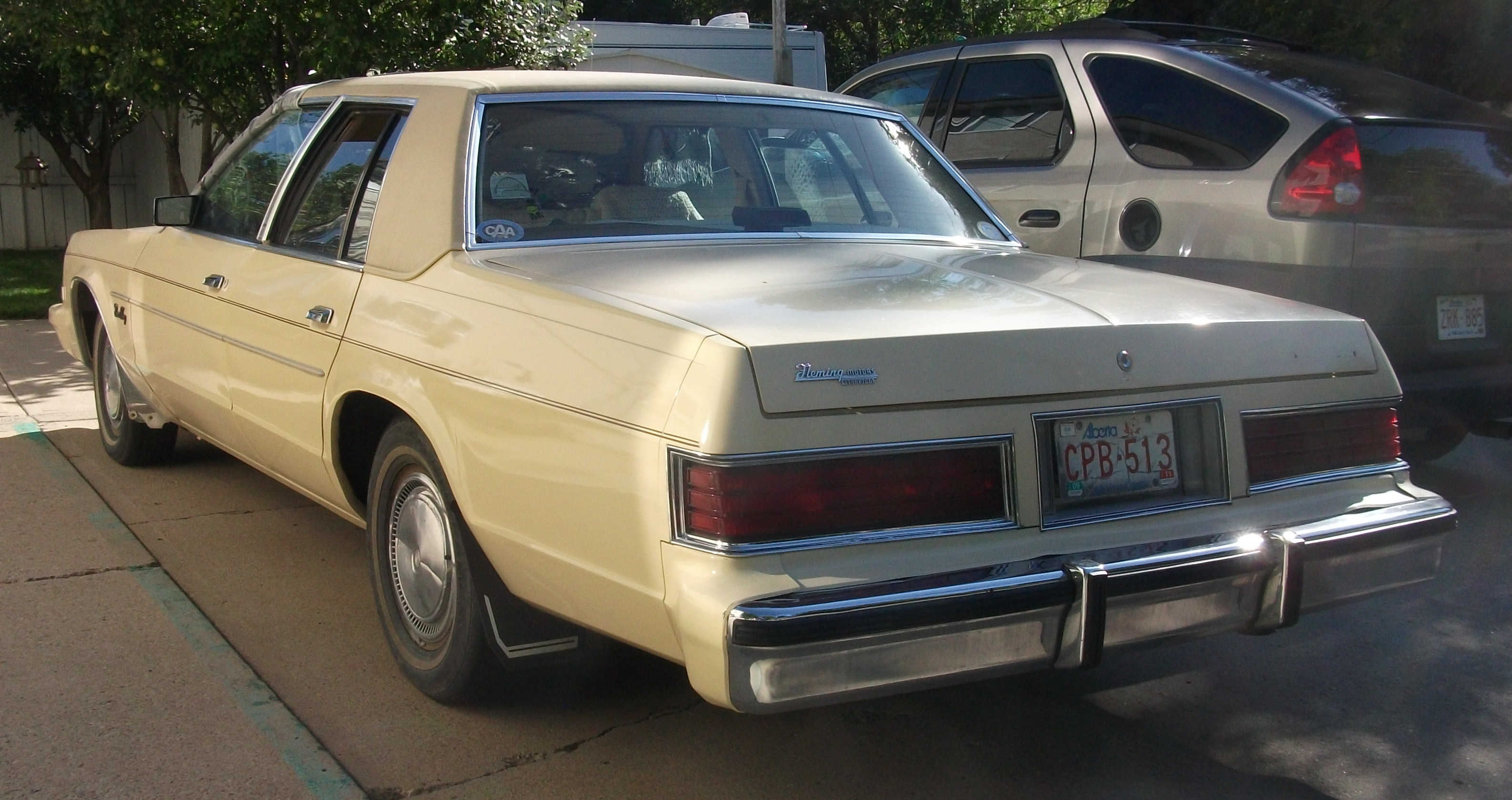
Plymouth Gran Fury (1980)

Der Plymouth Gran Fury war wie seine Schwestermodelle ausschließlich als viertürige Limousine mit Stufenheck und bis zum Dach durchgehender B-Säule erhältlich. Ein zweitüriges Coupé und einen großen Kombi, die noch bei den Vorgängern zur Modellpalette gehörten, gab es nicht.
Die Karosserie des Plymouth Gran Fury stimmt mit der des Chrysler Newport überein; lediglich die Vergitterung des vorderen Lufteinlasses ist eigenständig gestaltet. Der Gran Fury hat eine leicht geneigte Frontmaske. Die rechteckigen Doppelscheinwerfer sind zurückversetzt; darunter befinden sich die waagerecht angeordneten Blinker und Standleuchten. Die Rückleuchten liegen waagerecht oberhalb der Stoßfänger. Die einfachen Versionen des Gran Fury wurden 1980 mit einem in Wagenfarbe lackierten Dach ausgeliefert; wahlweise war ein mit Vinyl bezogenes Dach erhältlich.
Der Gran Fury gehört zusammen mit seinen Schwestermodellen zu den ersten US-amerikanischen Autos, bei denen die seit 1973 vorgeschriebenen Sicherheitsstoßstangen ansatzweise optisch in den Karosseriekörper einbezogen waren.

### Motorisierung
Basismotorisierung des Gran Fury war ein Reihensechszylindermotor mit 3682 cm³ (224 cui) Hubraum, der in seiner Grundkonstruktion 1959 eingeführt worden war und inoffiziell Slant Six genannt wurde. Wahlweise und gegen Aufpreis gab es im Gran Fury in beiden Modelljahren eine 5210 cm³ (318 cui) große Ausführung des Small-Block-Achtzylinder-V-Motors aus Chryslers LA-Reihe, 1980 außerdem eine LA-Version mit 5898 cm³ (360 cui) Hubraum.
Die Leistungsdaten der Motoren variieren in den einzelnen Modelljahren in Abhängigkeit von strenger werdenden Emissionsschutz- und Verbrauchsbestimmungen. Der Slant-Six-Motor leistete im Modelljahr 1981 nur noch 63 kW (86 PS). Damit war der Gran Fury in dieser Version eines der am schwächsten motorisierten Autos seines Jahrgangs und gilt als typisches Beispiel für die Fehlentwicklungen der Malaise Era.
Die Motoren sind im Gran Fury vorn längs eingebaut. Sie treiben die Hinterräder an. Als Kraftübertragung kam bei allen Motorisierungen ausschließlich ein automatisches Dreiganggetriebe (Typ TorqueFlite) zum Einsatz.
| Plymouth Gran Fury: Übersicht über die Motorisierungen |          |                          |                          |                      |                      |                      |
| Bauart                                                 | Bauart   | Ottomotor                | Ottomotor                | Ottomotor            | Ottomotor            | Ottomotor            |
| Bauart                                                 | Bauart   | Reihensechszylindermotor | Reihensechszylindermotor | Achtzylinder-V-Motor | Achtzylinder-V-Motor | Achtzylinder-V-Motor |
| Hubraum                                                | Hubraum  | 3682 cm³ (224 cui)       | 3682 cm³ (224 cui)       | 5210 cm³ (318 cui)   | 5210 cm³ (318 cui)   | 5898 cm³ (360 cui)   |
| Leistung                                               | Leistung | 63 kW (86 PS)            | 67 kW (91 PS)            | 90 kW (112 PS)       | 97 kW (132 PS)       | 97 kW (132 PS)       |
| Verfügbarkeit                                          | 1980     | –                        | Serie                    | Option               | –                    | Option               |
| Verfügbarkeit                                          | 1981     | Serie                    | –                        | –                    | Option               | –                    |

### Fahrwerk
Das Fahrwerk des Gran Fury entspricht weitestgehend der Konstruktion der alten B-Body-Modelle, die Plymouth bis 1978 als Fury im Programm hatte: An den einzeln aufgehängten Vorderrädern hat er Drehstabfedern, die in ihrer Grundform bereits 1957 eingeführt worden waren; hinten ist es eine Starrachse mit Blattfedern. Vorn hat der Gran Fury Scheibenbremsen, hinten Trommelbremsen.

### Ausstattungsvarianten
1980 war das Auto in einer Basisversion als Gran Fury Sedan und in einer etwas besser ausgestatteten Variante als Gran Fury Salon erhältlich. Im Modelljahr 1981 entfiel der Salon ersatzlos.

## Preise
Bei seiner Markteinführung 1980 betrug der Listenpreis des Plymouth Gran Fury in der Basisversion 6.741 US-$; damit war er 500 US-$ günstiger als der Chrysler Newport und 4.000 US-$ günstiger als der New Yorker. Die Full-Size-Modelle von Ford (LTD) und Chevrolet (Impala) waren 100 bzw. 400 US-$ teurer als der Gran Fury.

## Produktion

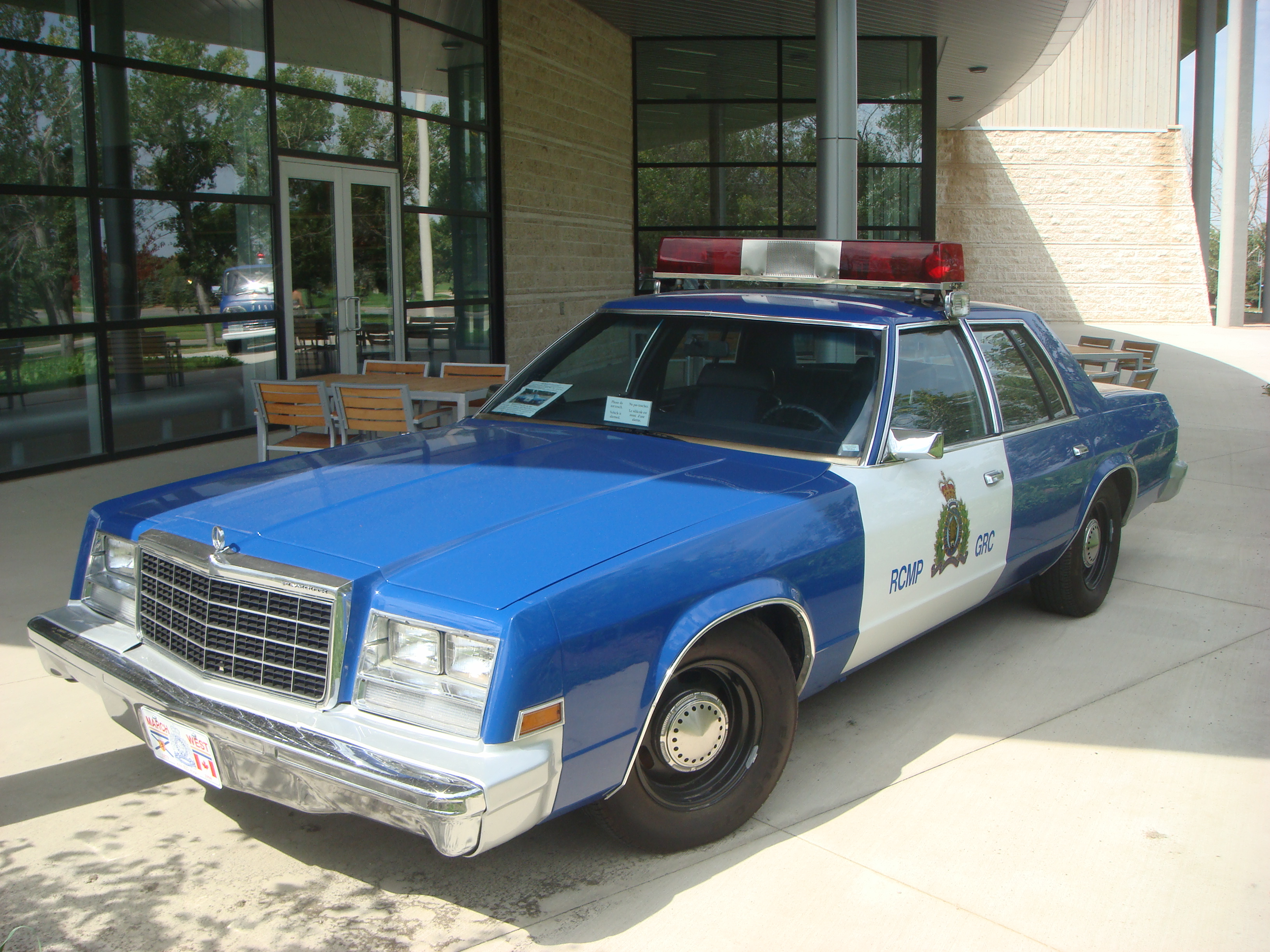
Plymouth Gran Fury als Polizeifahrzeug

Im Modelljahr 1980 stellte Chrysler insgesamt 18.750 Fahrzeuge vom Typ Plymouth Gran Fury her; mehr als 15.000 Autos davon waren Basis-Sedans, während nur etwas mehr als 3000 Exemplare als höherwertiger Salon ausgeliefert wurden. Der Gran Fury war damit in diesem Jahr das erfolgreichste Einzelmodell der R-Body-Reihe. 1981 wurden noch einmal 7700 Gran Furys gebaut.
Der größte Teil der Gran Furys wurde von Flottenbetreibern abgenommen.

## Qualitätsmängel
Der Plymouth Gran Fury litt wie die übrigen Mitglieder der R-Body-Familie an erheblichen Qualitätsmängeln, die auf eine zu schnelle, fehlerhafte Entwicklung, mangelnde Erprobung und nachlässige Fertigung zurückzuführen waren. Eine unternehmensinterne Studie ging davon aus, dass kein einziges Fahrzeug das Fließband mangelfrei verließ; auf 100 produzierte Fahrzeuge kamen 1077 Mängel, sodass jedes Fahrzeug durchschnittlich mit elf Mängeln ausgeliefert wurde.